# Un ragazzo, una ragazza
Un ragazzo, una ragazza è il primo album di Memo Remigi, pubblicato dall'etichetta discografica Carosello Records nel 1969.

## Tracce

### LP
Lato A
1. Un ragazzo, una ragazza – 3:30 (testo: Memo Remigi – musica: Memo Remigi, Tony De Vita)
2. Innamorati a Milano – 3:20 (testo: Memo Remigi, Alberto Testa – musica: Memo Remigi)
3. Non dimenticar le mie parole – 2:10 (testo: Alfredo Bracchi – musica: Giovanni D'Anzi)
4. La notte dell'addio – 2:45 (testo: Alberto Testa – musica: Memo Remigi)
5. Cerchi nell'acqua (Dens ronds dans l'eau) – 3:15 (testo: Pierre Barouh; adattamento testo in italiano di Giorgio Calabrese – musica: Raymond Le Sénéchal)

Lato B
1. Quando si spegne la luce – 1:55 (testo: Alberto Testa – musica: Memo Remigi)
2. Io ti darò di più – 3:00 (testo: Alberto Testa – musica: Memo Remigi)
3. Quando ti stringi a me (I'm in the Mood for Love) – 2:50 (testo: Dorothy Fields; adattamento testo in italiano di Alfredo Bracchi – musica: Jimmy McHugh)
4. Un ragazzo che ti ama (This Guy's in Love with You) – 2:30 (testo: Hal David; adattamento testo in italiano di Gianni Boncompagni e Alberto Testa – musica: Burt Bacharach)
5. Pronto...sono io – 3:25 (testo: Vito Pallavicini – musica: Memo Remigi)

## Musicisti
- Memo Remigi – voce, pianoforte
- Enrico Intra – arrangiamenti, direzione d'orchestra

Note aggiuntive
- Tony De Vita e Mario Magenta – realizzazione
- Plinio Chiesa – ingegnere delle registrazioni
- Guido Crepax – illustrazione copertina frontale album originale
- Luisa De Toni – note interno copertina album originale [1]